# Cristian Roldán
Cristian Roldán (Artesia, California, Estados Unidos, 3 de junio de 1995) es un futbolista estadounidense, de padre guatemalteco y madre salvadoreña, que juega de centrocampista en el Seattle Sounders FC de la Major League Soccer.
Su hermano Álex Roldán también es futbolista.

## Trayectoria

### Inicios
Roldan inició su carrera deportiva mientras asistía a la Escuela Secundaria de El Rancho en Pico Rivera, California. Fue nombrado el Jugador Nacional del Año de Gatorade 2013. 
Roldan paso al fútbol universitario en la Universidad de Washington. En sus dos temporadas con los Huskies, Roldan hizo un total de 41 apariciones y anotó 10 goles y siete asistencias y ayudó a llevar al equipo a un título Pac-12 en 2013.
Roldan también jugó en la Premier Development League para el Crossfire de Washington.

### Seattle Sounders
El 8 de enero de 2015, se anunció que Roldan había salido de la universidad para firmar un contrato de Generación Adidas con la Major League Soccer. El 15 de enero, fue seleccionado 16.º total en la MLS SuperDraft 2015 por el Seattle Sounders FC. Después de hacer dos apariciones de suplente las dos primeras semanas de la temporada contra la Revolución de Nueva Inglaterra y los Terremotos de San José, Roldán hizo una aparición sustitutiva para el club de afiliados Seattle Sounders FC II, el 21 de marzo y anotó un gol de minuto 89 en un 4- 2 sobre el defensor USL campeón Sacramento Republic FC. Debido a lesiones y convocatorias internacionales, hizo su primera MLS comenzar la semana siguiente en un empate a cero contra el FC Dallas.
Roldan anotó su primer gol de su carrera en la MLS el 13 de julio de 2016, durante una victoria 5-0 sobre el FC Dallas. 

## Selección nacional
Roldán representó a los Estados Unidos a nivel juvenil. 
Teniendo posteriormente la opción de jugar para Guatemala y El Salvador, rechazó ambas propuestas para continuar en los Estados Unidos.
Con el equipo nacional ganó dos veces la Copa Oro de la Concacaf: en 2017 y en 2021. 

## Clubes
| Club                | País           | Año   |
| ------------------- | -------------- | ----- |
| Seattle Sounders FC | Estados Unidos | 2015- |

## Palmarés

### Títulos nacionales
| Título  | Club                   | País           | Año  |
| ------- | ---------------------- | -------------- | ---- |
| MLS Cup | Seattle Sounders F. C. | Estados Unidos | 2016 |
| MLS Cup | Seattle Sounders F. C. | Estados Unidos | 2019 |

### Títulos internacionales
| Título                           | Club (*)               | País              | Año  |
| -------------------------------- | ---------------------- | ----------------- | ---- |
| Copa Oro de la Concacaf          | Estados Unidos         | Estados Unidos    | 2017 |
| Copa Oro de la Concacaf          | Estados Unidos         | Estados Unidos    | 2021 |
| Liga de Campeones de la Concacaf | Seattle Sounders F. C. | América del Norte | 2022 |

(*) Incluyendo la selección.